# Carlos Ortiz Jiménez
Carlos Ortiz Jiménez, más conocido como Ortiz, (Madrid, 3 de octubre de 1983) es un exjugador de fútbol sala español que jugó como cierre. Con la selección ha ganado 4 Eurocopas de fútbol sala, mientras que con el Inter Movistar, ha ganado todos los títulos nacionales y europeos posibles.

## Palmarés

### Inter Movistar
- Copa Intercontinental de fútbol sala (1): 2011
- Copa de la UEFA de Fútbol Sala (3): 2009, 2017, 2018
- Liga Nacional de Fútbol Sala (6): 2014, 2015, 2016, 2017, 2018, 2020
- Copa del Rey de fútbol sala (1): 2015
- Copa de España de Fútbol Sala (4): 2009, 2014, 2016, 2017
- Supercopa de España de Fútbol Sala (5): 2009, 2011, 2015, 2017, 2018

### ACCS París
- Liga Francesa de fútbol sala (1): 2021

### FC Barcelona
- Liga Nacional de Fútbol Sala (2): 2022, 2023
- Supercopa de España de Fútbol Sala (2): 2022, 2023
- Copa de España de Fútbol Sala (1): 2022
- UEFA Futsal Champions League (1) : 2022
- Copa del Rey de fútbol sala (1): 2023

### Selección Española
- Europeo (4): 2007, 2010, 2012, 2016
- Subcampeón Mundial (2): 2008, 2012

## Clubes
- Corazonistas Futsal (1993-1998)
- Carnicer Torrejón (1998-1999)
- Regal Sport (1999-2001)
- Atlético Boadilla (2001-2003)
- Olías FS (2003-2004)
- Las Rozas Boadilla (2004-2006)
- Magna Navarra (2006-2008)
- Inter Movistar (2008-2020)
- ACCS París (2020-2021)
- FC Barcelona (2021-2023)